# Aleksandra Zawłocka
Aleksandra Zawłocka (ur. 3 października 1962 w Warszawie) – polska redaktorka, dziennikarka, korespondentka wojenna, producentka telewizyjna, menedżer mediów.
W latach 80. była pracownikiem naukowym Uniwersytetu Warszawskiego, jednocześnie pracowała w podziemnym wydawnictwie „Wola”. Po 1989 r. była dziennikarzem i redaktorem w siedmiu redakcjach. Zastępca redaktora naczelnego w trzech gazetach: „Expressie Wieczornym”, „Życiu” i „Super Expressie”. Była dyrektorem i redaktor naczelną TVP Warszawa, pełniła obowiązki dyrektora Agencji Informacji TVP i Ośrodka Rozwoju Edukacji. Była szefową i producentką "Pytania na śniadanie" w TVP 2.
Z wykształcenia filolog języka polskiego. Ukończyła studia na wydziale Polonistyki Uniwersytetu Warszawskiego (1981-1986)
Od 2016 była redaktorką, potem producentką porannego pasma TVP2 Pytanie na śniadanie.

## Praca podziemna
Od 1982 do 1989 roku pracowała w podziemnej „Woli”. Zajmowała się kolportażem i produkcją wydawnictw. Była szefową kolportażu tygodnika „Wola” (kanał Grup Politycznych Wola), kierowała także składem i kolportażem dwutygodnika „Naprzód” oraz książek Wydawnictwa GPW Wola i zaprzyjaźnionych oficyn.
Była także sekretarzem redakcji podziemnego miesięcznika „Praca” Duszpasterstwa Ludzi Pracy Wola.

## Praca zawodowa
Życie zawodowe rozpoczęła od pracy naukowej na Uniwersytecie Warszawskim. Zajmowała się semantyką języka poetyckiego w Pracowni Cypriana Kamila Norwida na Wydziale Polonistyki (1986-1990).
Od 1989 do 1991 r. pracowała w „Tygodniku Solidarność” w dziale związkowym, potem dziale reportażu. Zajmowała się reportażem społecznym, śledczym i politycznym.
Była korespondentem wojennym w Izraelu w czasie wojny w Zatoce, w Chorwacji, Serbii, Sarajewie, Kambodży.
Od 1991 w „Kulisach” i „Expressie Wieczornym”. Kierowała działem politycznym, potem działem reportażu i krajowym w „Expressie Wieczornym”, była wiceszefową „Kulis”.
Zastępca redaktora naczelnego w trzech gazetach: „Expressie Wieczornym” (1996-98), „Życiu” (2001-2002) i „Superexpressie” (2003).
Była także publicystką tygodnika „Wprost”, redaktorem w „Rzeczpospolitej” i „Dzienniku”.
Od 2006 r. w Telewizji Polskiej. Była dyrektorem – redaktorem naczelnym TVP Warszawa (2006-2012),  w 2008 r. pełniła obowiązki dyrektora Agencji Informacji TVP, której podlegały TVP Info i wszystkie programy informacyjne TVP.
w 2009 r. nominowana do Nagrody im. Dariusza Fikusa w kategorii wydawców mediów za uruchomienie pełnoformatowego kanału informacyjnego TVP Info.

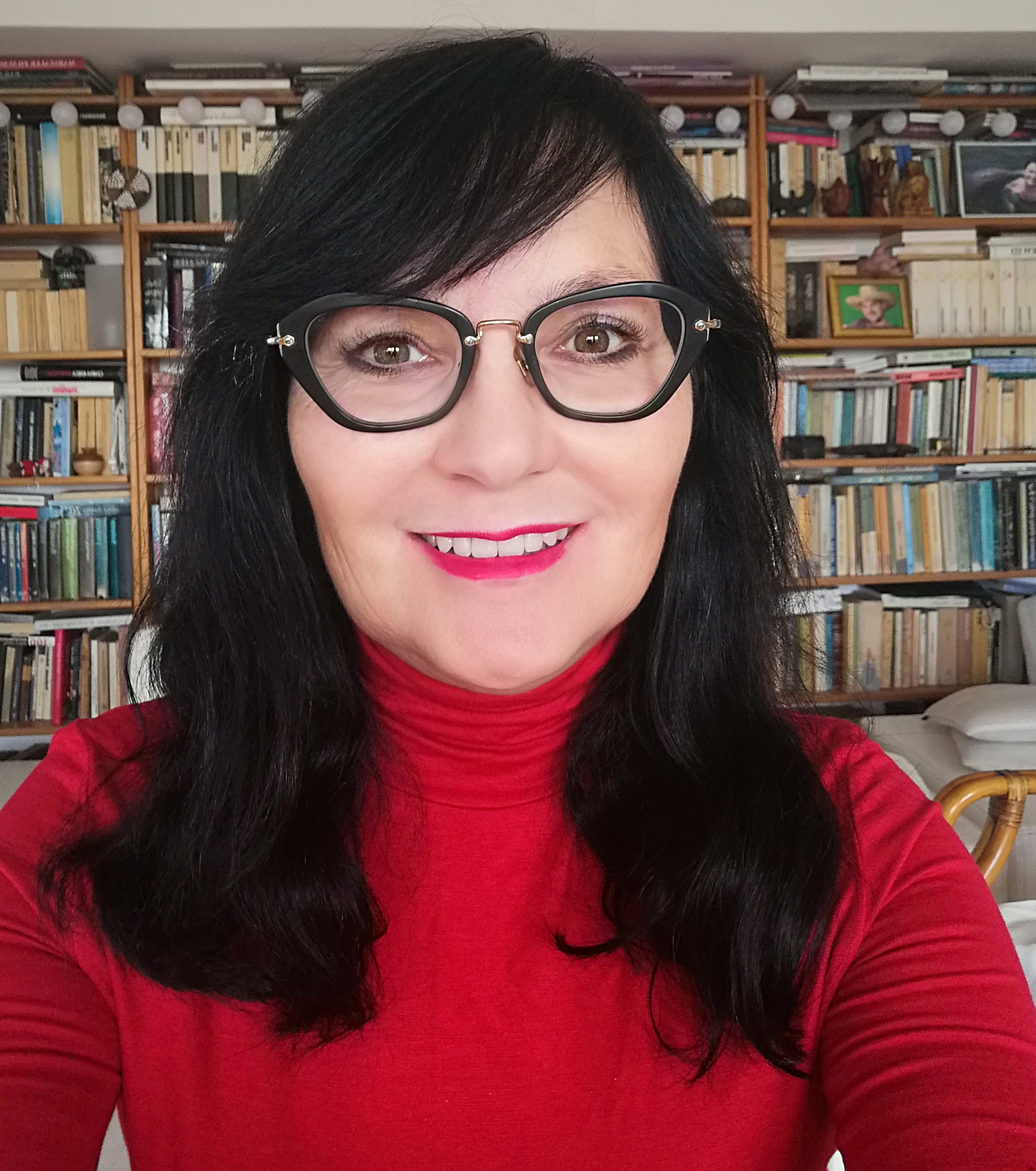

W latach 2014–2016 wicedyrektor Ośrodka Rozwoju Edukacji. Od 2016 r. redaktorka i producentka Pytanie na śniadanie w TVP 2.